# 尼日尔
尼日尔共和国（法語：République du Niger），通稱尼日（法語：Niger），是西非内陆国家之一，因尼日河而得名，首都尼亚美。东临乍得，南界尼日利亚、贝宁，西部与布基纳法索和马里毗邻，北部与阿尔及利亚接壤，东北与利比亚交界。边境总长5,500公里。面积126.76万平方公里，是西非最大的国家。其土地面积有80%位于撒哈拉沙漠。人口约2,600万，其中大多数聚居在该国的最南部和西部。尼日尔的首都和最大城市为尼亚美，位于尼日尔西南角。
伊斯兰教傳入西非後，現今的尼日地區曾被多個政權統治，包括加涅姆-博尔努帝国、马里帝国、阿加德兹苏丹国和桑海帝国等，然後在瓜分非洲時期成為法屬西非的一部分，並在1922年成為獨立的尼日殖民地。自1960年独立以来，尼日尔人已經歷過七部宪法、五次政變和四段军事统治時期。2023年政變後，尼日現由軍政府國家國土保衛委員會統治。
尼日最大的種族群體是豪薩人，佔人口一半以上。豪萨语是國語也是最通用的語言，另外有10種語言被認可為國家語言。其大多数人口生活在农村地区，几乎没有机会接受高等教育。根據2018年所統計的資料，尼日尔是人類發展指數排名最低的國家，亦是世界上最低度開發國家。該國經濟由自給農業及铀矿等原材料出口等產業主導。因其地處內陸、沙漠地形、低識字率、伊斯蘭極端分子叛亂以及因生育控制無法落實導致世界上最高的生育率等因素，國家發展面臨極大挑戰。

## 語源
尼日的國名取自於西非最大的河流尼日河。該河名字的起源眾說紛紜，其中有種流行說法認為該詞源自圖阿雷格語n'eghirren,，意思是流動之水。

## 历史
公元8至16世纪，在尼日尔河中上游地区先后出现过三个强大国家：加纳帝国、马里帝国和桑海帝国。11至18世纪在乍得湖地区兴起了博尔努帝国。加纳王国和马里帝国的统治中心虽然不在尼日尔，但通过贸易往来而对该地区产生了很大影响。而尼日尔的西部和中部都曾经是桑海帝国的一部分。
1897年～1900年被法国佔领，1904年成為法國殖民地（法屬尼日軍管地），1940年代并入法屬西非。
1960年8月3日獨立，哈馬尼·迪奧里成為首任總統。1974年4月，武裝部隊參謀長賽義尼·孔切發動政變奪權。孔切一直掌權至1987年11月去世，由阿里·賽義布繼任。1993年3月，馬哈曼·奥斯曼在該國首次民主總統選舉中勝出，不過他的政府在1996年1月被軍人發動政變推翻。坦賈·馬馬杜在1999年11月當選總統，2004年12月成功連任，後於2010年2月18日被軍隊發動政變推翻。
随后穆罕默杜·优素福在2011年总统选举后上台，2021年宣布辞任总统。2021年3月30日晚上至31日，新一任总统穆罕默德·巴祖姆宣誓就职前夕，军方发动军事政变，但被挫败。
2023年7月26日，巴祖姆政权在军事政变中被总统卫队推翻。

## 政治
尼日曾經實行半總統制。總統為國家元首、行政首腦和武裝部隊統帥，通過兩輪多數選舉產生，任期5年，可連選連任一次。坦賈·馬馬杜曾於2009年提出修改憲法，更改連任限制，引起爭議。
總理為政府首腦，由總統根據議會多數黨團的提名人選任命，對議會負責。
自2023年尼日爾政變後，該國被軍事獨裁統治，尼日爾國家憲法被暫停實施，尼日爾政變軍人領袖奇亞尼，以保衞祖國國家委員會主席之名行使全部司法及行政權力，並以委員會主席奇亞尼為國家元首，代表尼日爾處理國際事務。

## 地理

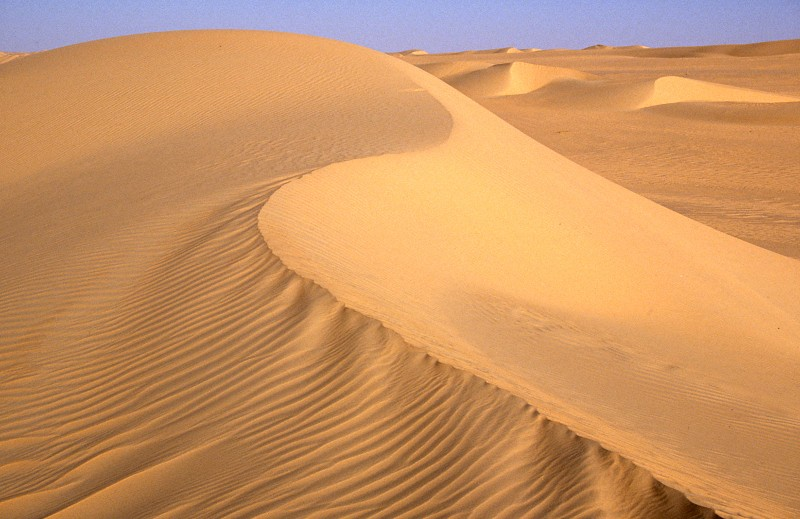
位于尼日尔西部的比尔马大沙漠

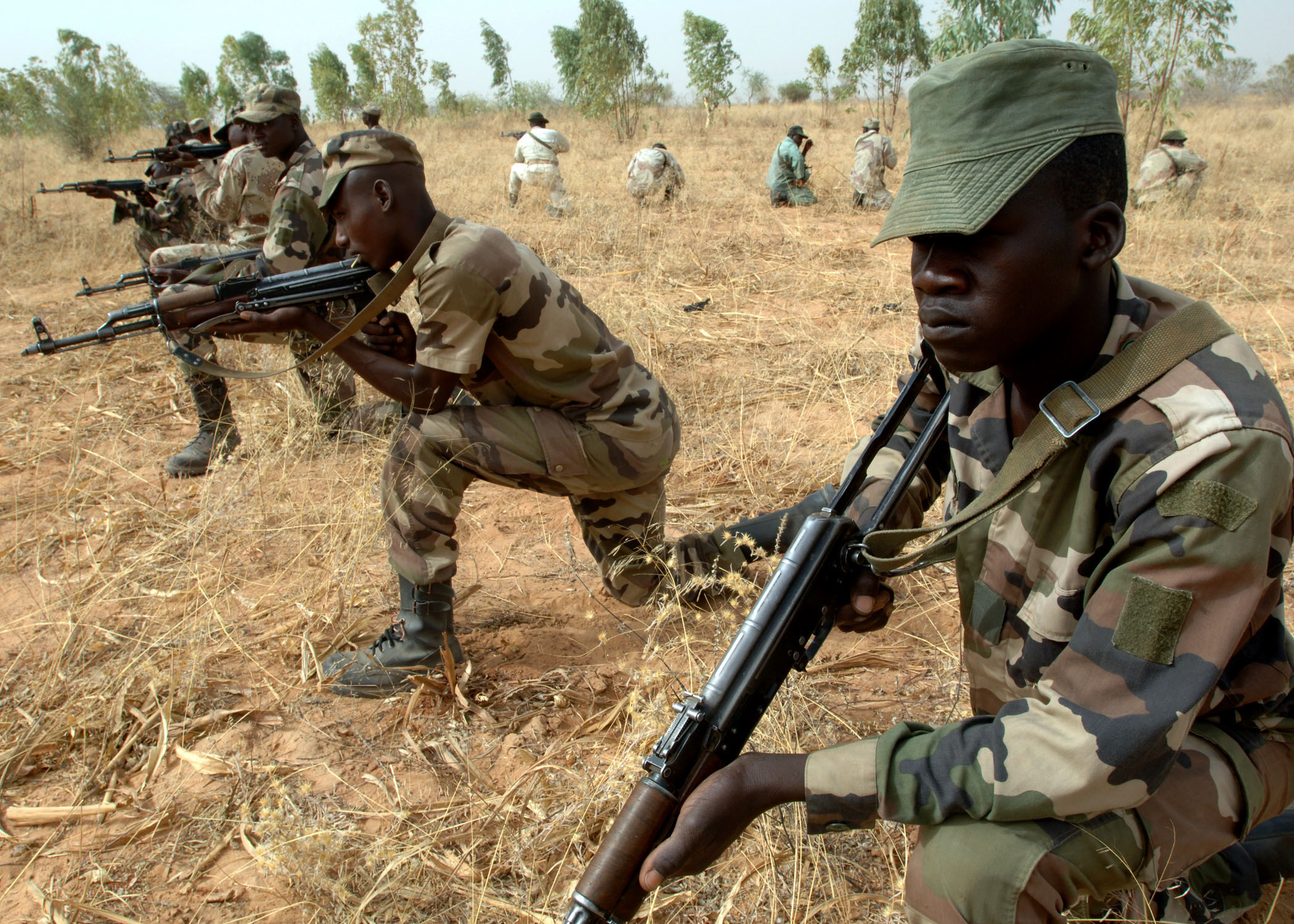
尼日尔軍隊演習

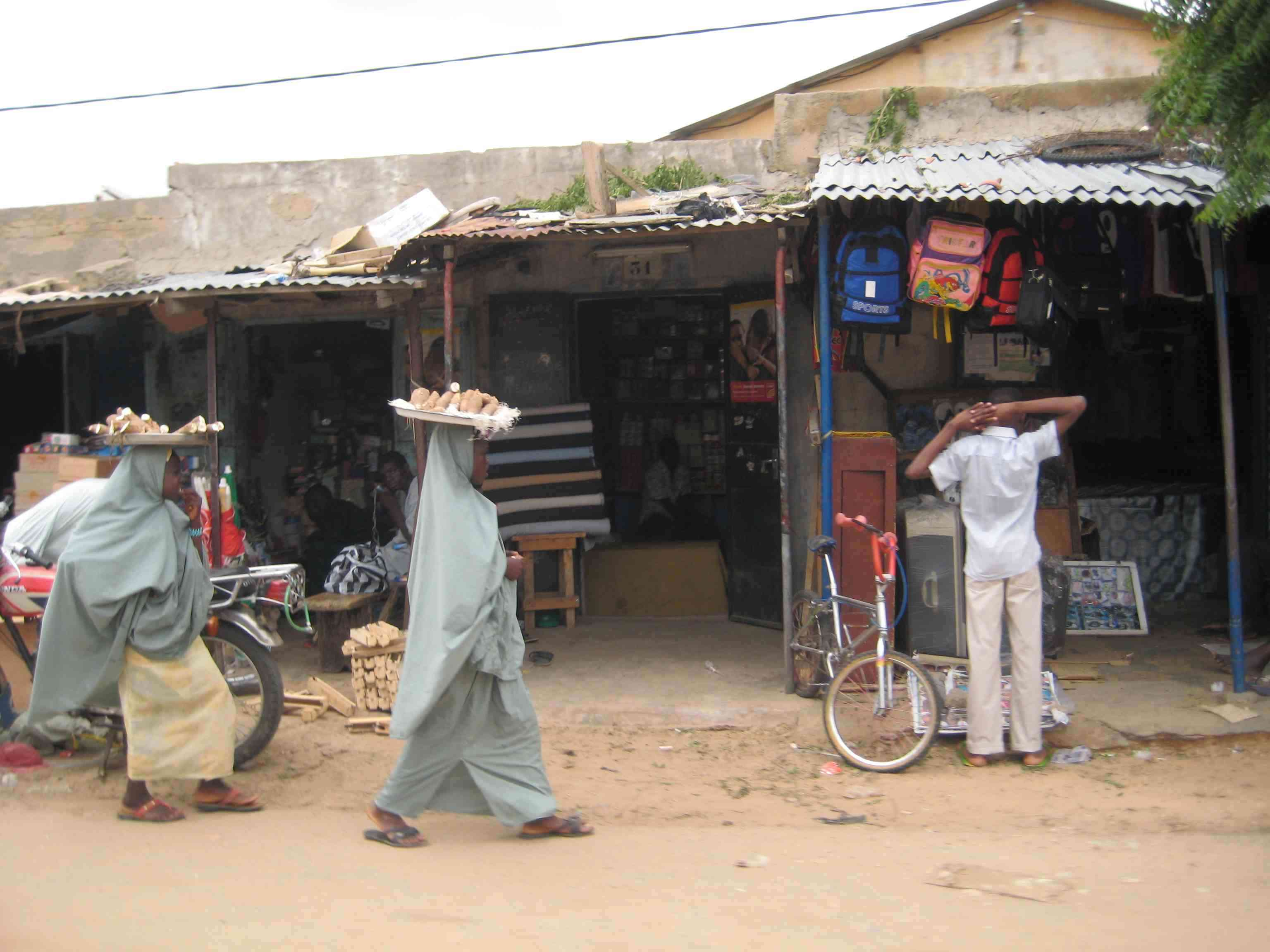
馬拉迪的雜貨店

尼日領土面積126.7萬平方公里。国土纵横的范围，从北纬11°37′延伸到23°33′，经度上东经0°6′伸展到16°。

### 地形
尼日尔全境地势呈北高南低。按地形特征大致可分为三部分：
北部是艾尔高原及周围群山，地势较高，海拔700～1,000米。其中位于塔泽尔扎伊特山区的格雷本山海拔1,997米，是尼日尔的最高点。
中部是萨赫勒地区，是半沙漠草原区，海拔500～800米。
南部是平原区，地势较平坦，海拔200～300米。

### 河流与湖泊
尼日尔河是最主要的河流，另东部還有一条科马杜古-约贝河，流入乍得湖。此外还有一些时令河。总体来说，尼日尔水资源較為貧乏。

### 气候
尼日尔气候属于干旱热带性，终年炎热少雨。平均气温摄氏30 °C。雨季从6月到9月，旱季从10月到第二年5月。降水量由西往东逐渐递减。

## 居民与宗教

### 人口
2011年估計尼日爾全国人口1574萬。人口密度為每平方公里5人。人口主要集中在尼阿美及其周邊地区。人口结构相对年轻，65岁以上的老人占总人口的2%。

### 民族
全國有5個主要部族：豪薩人（佔全國人口56%）、哲爾馬-桑海人（22%）、富拉尼人（8.5%）、圖阿雷格人（8%）和卡努里人（4%）。

### 语言
官方語言為法語，但日常使用的人不多。各部族均有自己的語言，豪薩語可在全國大部分地區通用。

### 宗教信仰
尼日尔是一个世俗国家，施行政教分离制度，该制度由2010年的宪法所保障，并且规定未来的修订不得改变尼日尔是世俗国家的状态。同时，宪法也保障宗教自由。从10世纪开始广泛传播的伊斯兰教深刻影响了尼日尔的文化和人群。超過99%的居民信奉伊斯蘭教，當中約90%是遜尼派，約5%是什葉派；其餘居民信奉原始宗教、基督教等。

## 经济

### 經濟產業
农业是尼日尔最基本的经济生产部门。但由于长期干旱，粮食长时间不能自给。畜牧业是尼日尔的经济支柱之一，在出口贸易中仅次于铀矿业，在国内生产总值中占40%，占外汇收入的50%。此外尼日爾是鈾元素出口國之一，尼日尔的铀矿发现於1950年代。现已探明储量为21万吨，占世界总储量的11%，居世界第五位。1992年，尼日尔成为仅次于加拿大、澳大利亚和美国的世界第四大产铀国。此外尼日尔的采金业近年来发展迅速。主要产金地是萨米拉（Samira）和利比里（Libiri）。並且尼日尔有比较丰富的磷酸盐，储量达12.5亿吨，居世界第四位。此外，尼日尔的煤炭和石油资源也比较重要。

### 發展程度
尼日爾的發展十分落後，甚至比其他非洲國家還要落後。根據聯合國發布的2017年人類發展指數，尼日爾排行最後，而人均收入亦十分低，在2018年尼日爾人均收入只有約1,200美元（購買力平價）。有超過40%的人口每日生活费低於1.9美元。
尼日尔高度依赖尼日利亚作为电力供应国。

## 行政区划

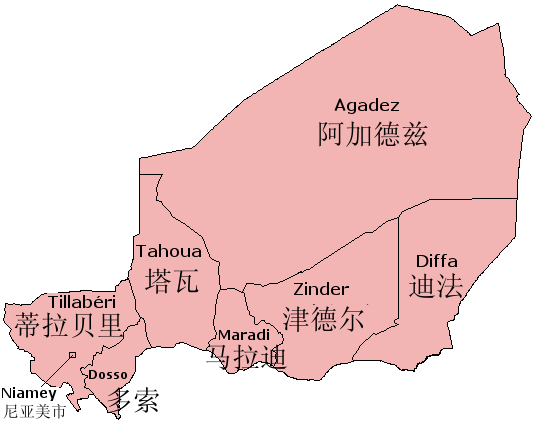

尼日行政區劃，全國一級有7個大區（Regions）和1個首都區（capital district），二級36個省（départements），三級265區（communes）。
1. 阿加德茲（Agadez）
2. 迪法
3. 多索
4. 馬拉迪（Maradi）
5. 塔瓦
6. 蒂拉貝里（Tillabéri）
7. 津德爾（Zinder）
8. 尼亞美（Niamey，首都）

## 重要城镇
- 賈多
- 耶盖巴（Yeggueba）
- 比尔马（Bilma）
- 阿加德茲（Agadez）
- 恩吉格米（Nguigmi）
- 津德尔（Zinder）
- 马拉迪（Maradi）
- 塔努特（Tanout）
- 塔瓦
- 尼亚美（Niamey）国都

## 外交
尼日尔1963年7月7日与中華民國政府建交，1974年7月20日改同中华人民共和国政府建交，1992年7月30日尼日尔再同中華民國政府復交四年，直至1996年8月19日尼日尔同中华人民共和国政府二度復交，並與中華民國斷交。
2024年1月2日法國關閉駐尼日爾使館，直至“另行通知”爲止。
尼日2024年8月6日宣布与乌克兰断交。
截至2020年2月，尼日尔已与107个国家建交。

## 軍事
多國在尼日尔駐軍打擊萨赫勒地区极端主义和恐怖主义。法国曾在尼日尔有1,500名军人，美国曾在尼日尔派驻近千名军人，有两个无人机基地。意大利在尼日尔的驻军约有300人。欧盟在尼日尔有大约50至100名军人。
但自尼日總統巴祖姆2023年被軍政府推翻，此後切斷與前殖民國家法國的軍事和外交關係，並撤銷與美國及德國的合作協議，故德國聯邦國防軍於2024年8月30日自尼日爾撤軍。
马里、尼日與布吉納法索三國軍政府代表，在2023年09月16日簽署名為《薩赫勒國家聯盟》協議，宣布三國只要其中一國遭受襲擊，其他兩國就會提供包括軍事援助在內等各項援助。
《BBC》2024年4月報導，數十名俄羅斯軍官攜帶最先進的防空系統抵達尼日，預計將進行安裝並教導尼日軍隊如何使用。作為雙方政府達成的新協議，尼日軍政府發言人2024年4月12日證實，俄羅斯軍隊正在該國訓練士兵。

## 教育
尼日尔教育水準十分落后，成人识字率只有16.5%，妇女更僅有7%。
目前尼日尔有两所大学，一所是尼亚美阿卜杜·穆穆尼大学，另一所是设在萨伊地区的萨伊伊斯兰大学。前者是国立大学，后者是伊斯兰会议组织开设的。

## 外部連結
- 官方网站
- Niger （页面存档备份，存于）. The World Factbook. Central Intelligence Agency.
- Niger from UCB Libraries GovPubs
- 中的“尼日尔”
- Niger profile （页面存档备份，存于） from the BBC News
- 維基媒體的Niger地圖集
- Key Development Forecasts for Niger （页面存档备份，存于） from International Futures